# Années 330
Les années 330 couvrent la période de 330 à 339.

## Événements
- Vers 330 : fondation par Macaire d'une colonie monastique dans le désert de Scété en Égypte[1].

- 330 :

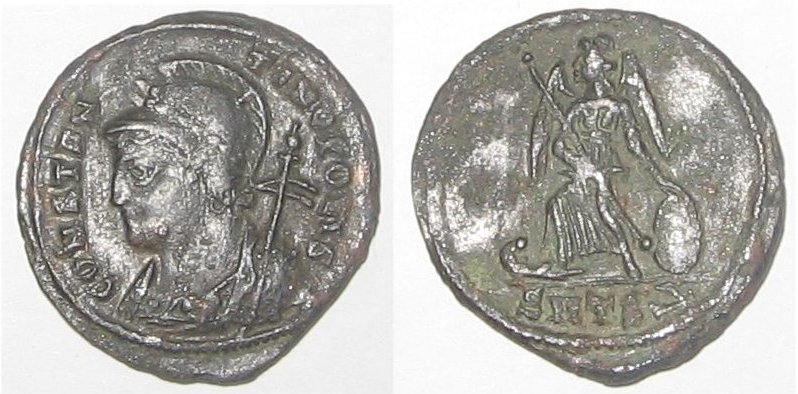
Pièce de Constantin Ier commémorant la fondation de Constantinople.

  - inauguration de Constantinople comme seconde capitale de l'Empire romain[2].
  - la mort de Tiridate IV ouvre une période de troubles en Arménie[3].  Ses successeurs, tel le roi Tigrane VII, sont souvent des princes cruels dont la conduite dresse contre eux les catholicos et la noblesse arménienne. L’Arménie est constamment en guerre, tantôt alliée à Byzance, tantôt alliée à la Perse. Le pays ne survit que grâce à quelques nobles familles, comme celle des Mamikonian, qui fournit de grands chefs de guerre.
- 330-349 : dynastie barbare des Zhao postérieur en Chine du Nord[4].
- Avant 333 : le chef-lieu de la province romaine des Alpes-Maritimes est transféré à civitas Ebrodunensium (Embrun) ; le déclin de Cemenelum (Cimiez) commence[5].
- 334 : début de la diffusion du christianisme en Géorgie après la conversion du roi Mirian III d'Ibérie par Nino de Cappadoce[6].
- Après 335 : Athanase exilé à Trèves, puis à Rome en 339, introduit le monachisme en occident[7].
- 335-375 : règne de Samudragupta, râja Gupta du Magadha, fondateur d’un vaste empire dans la plaine du Gange[8].

- 337 : partage de l'Empire romain entre les trois fils de Constantin[9].
- 337-350 : guerres entre Constance II et Shapur II de Perse[10]. Les Perses attaquent l’Arménie, alors sous protectorat romain. Le roi en est chassé, le christianisme est aboli et une alliance est passée. Ils attaquent ensuite la frontière romaine et marchent sur Nisibe, bien défendue, qui supportera trois sièges successifs en 337, 346 et 350.
- 337-381 : crise de l’arianisme. Les empereurs Constance II et Valens se déclarent arien. L'orthodoxie est  réaffirmée lors du concile de Constantinople en 381[11].

## Personnages significatifs
- Abaye
- Athanase d'Alexandrie
- Constance II
- Constant Ier
- Constantin Ier (empereur romain)
- Constantin II (empereur romain)
- Eusèbe de Césarée
- Ezana
- Frumence d'Aksoum
- Jules Ier
- Macaire de Scété
- Marc (pape)
- Samudragupta
- Wulfila